# Laurens (Hérault)
Pour les articles homonymes, voir Laurens.
Laurens [lɔ.ʁɛ̃s], en occitan Laurenç [law.'rens], est une commune française située dans le centre du département de l'Hérault, en région Occitanie.
Exposée à un climat méditerranéen, elle est drainée par le Libron, le ruisseau de Gournautuc et par divers autres petits cours d'eau.
Laurens est une commune rurale qui compte 1 794 habitants en 2022, après avoir connu une forte hausse de la population depuis 1975. Elle fait partie de l'aire d'attraction de Béziers. Ses habitants sont appelés les Laurentiens et Laurentiennes.

## Géographie

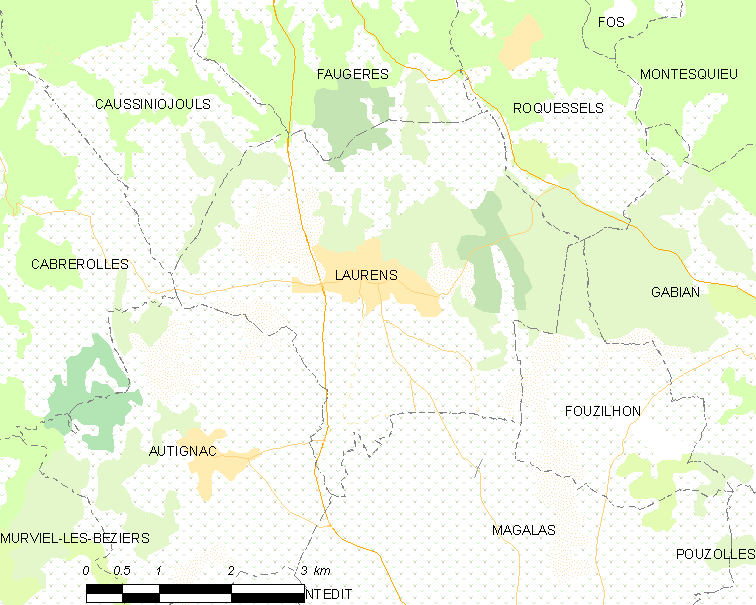
Carte

Le Libron prend sa source à Laurens sous le pont à la confluence de la Naubine et du Sauvanès.

### Communes limitrophes
| Caussiniojouls | Faugères | Roquessels                         |
| Cabrerolles    | Laurens  | Gabian (point quadruple) Fouzilhon |
| Autignac       | Magalas  |                                    |

### Climat
Pour des articles plus généraux, voir Climat de l'Occitanie et Climat de l'Hérault.
En 2010, le climat de la commune est de type climat méditerranéen franc, selon une étude s'appuyant sur une série de données couvrant la période 1971-2000. En 2020, Météo-France publie une typologie des climats de la France métropolitaine dans laquelle la commune est exposée à un climat méditerranéen et est dans la région climatique  Provence, Languedoc-Roussillon, caractérisée par une pluviométrie faible en été, un très bon ensoleillement (2 600 h/an), un été chaud (21,5 °C), un air très sec en été, sec en toutes saisons, des vents forts (fréquence de 40 à 50 % de vents > 5 m/s) et peu de brouillards.
Pour la période 1971-2000, la température annuelle moyenne est de 13,8 °C, avec une amplitude thermique annuelle de 16 °C. Le cumul annuel moyen de précipitations est de 771 mm, avec 6,3 jours de précipitations en janvier et 2,8 jours en juillet. Pour la période 1991-2020, la température moyenne annuelle observée sur la station météorologique la plus proche, située sur la commune de Roujan à 9 km à vol d'oiseau, est de 14,7 °C et le cumul annuel moyen de précipitations est de 577,8 mm,. Pour l'avenir, les paramètres climatiques de la commune estimés pour 2050 selon différents scénarios d'émission de gaz à effet de serre sont consultables sur un site dédié publié par Météo-France en novembre 2022.

### Milieux naturels et biodiversité
Aucun espace naturel présentant un intérêt patrimonial n'est recensé sur la commune dans l'inventaire national du patrimoine naturel,,.

## Urbanisme

### Typologie
Au 1er janvier 2024, Laurens est catégorisée bourg rural, selon la nouvelle grille communale de densité à sept niveaux définie par l'Insee en 2022.
Elle est située hors unité urbaine. Par ailleurs la commune fait partie de l'aire d'attraction de Béziers, dont elle est une commune de la couronne,. Cette aire, qui regroupe 53 communes, est catégorisée dans les aires de 50 000 à moins de 200 000 habitants,.

### Occupation des sols
L'occupation des sols de la commune, telle qu'elle ressort de la base de données européenne d’occupation biophysique des sols Corine Land Cover (CLC), est marquée par l'importance des territoires agricoles (62,8 % en 2018), en diminution par rapport à 1990 (65,9 %). La répartition détaillée en 2018 est la suivante : 
cultures permanentes (56,9 %), milieux à végétation arbustive et/ou herbacée (23,1 %), zones urbanisées (8,3 %), forêts (5,9 %), zones agricoles hétérogènes (4,2 %), prairies (1,6 %). L'évolution de l’occupation des sols de la commune et de ses infrastructures peut être observée sur les différentes représentations cartographiques du territoire : la carte de Cassini (XVIIIe siècle), la carte d'état-major (1820-1866) et les cartes ou photos aériennes de l'IGN pour la période actuelle (1950 à aujourd'hui).

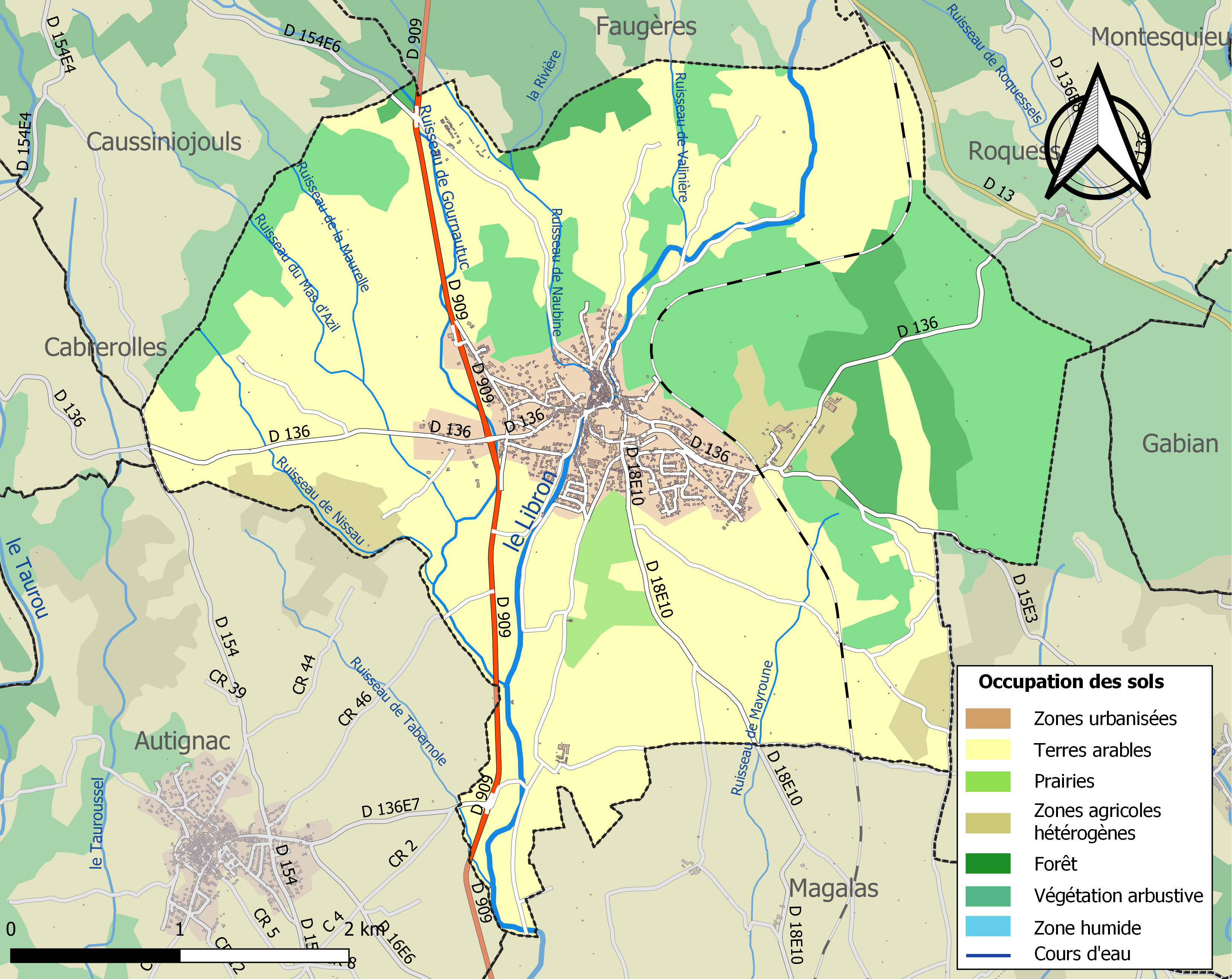
Carte des infrastructures et de l'occupation des sols de la commune en 2018 (CLC).

### Risques majeurs
Le territoire de la commune de Laurens est vulnérable à différents aléas naturels : météorologiques (tempête, orage, neige, grand froid, canicule ou sécheresse), inondations, feux de forêts et séisme (sismicité faible). Il est également exposé à un risque technologique,  le transport de matières dangereuses, et à un risque particulier : le risque de radon. Un site publié par le BRGM permet d'évaluer simplement et rapidement les risques d'un bien localisé soit par son adresse soit par le numéro de sa parcelle.

#### Risques naturels
Certaines parties du territoire communal sont susceptibles d’être affectées par le risque d’inondation par débordement de cours d'eau, notamment le Libron. La commune a été reconnue en état de catastrophe naturelle au titre des dommages causés par les inondations et coulées de boue survenues en 1982, 1984, 1986, 1990, 1992, 1996, 2014 et 2019,.
Laurens est exposée au risque de feu de forêt. Un plan départemental de protection des forêts contre les incendies (PDPFCI) a été approuvé en juin 2013 et court jusqu'en 2022, où il doit être renouvelé. Les mesures individuelles de prévention contre les incendies sont précisées par deux arrêtés préfectoraux et s’appliquent dans les zones exposées aux incendies de forêt et à moins de 200 mètres de celles-ci. L’arrêté du 25 avril 2002 réglemente l'emploi du feu en interdisant notamment d’apporter du feu, de fumer et de jeter des mégots de cigarette dans les espaces sensibles et sur les voies qui les traversent sous peine de sanctions. L'arrêté du 11 mars 2013 rend le débroussaillement obligatoire, incombant au propriétaire ou ayant droit,.

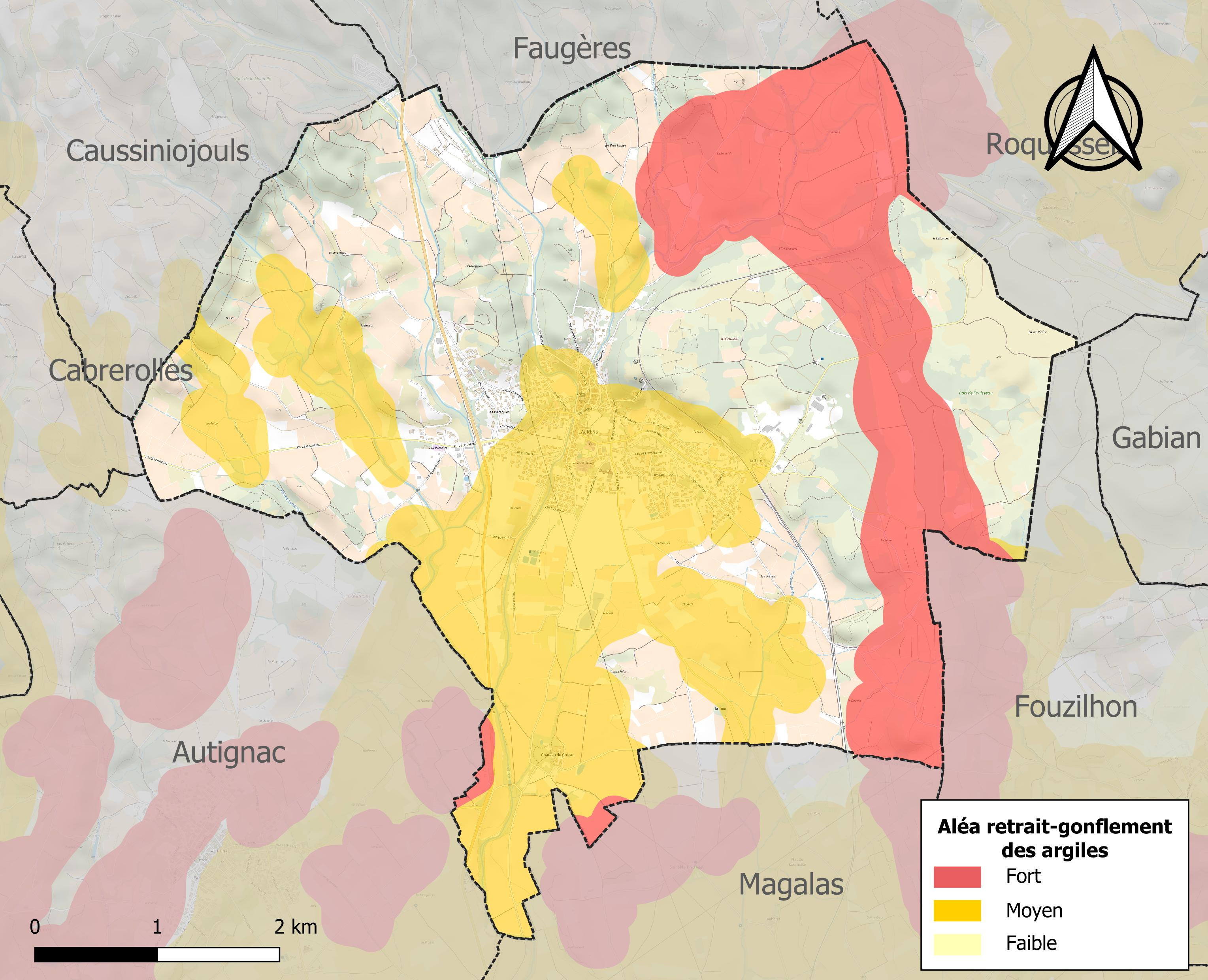
Carte des zones d'aléa retrait-gonflement des sols argileux de Laurens.

Le retrait-gonflement des sols argileux est susceptible d'engendrer des dommages importants aux bâtiments en cas d’alternance de périodes de sécheresse et de pluie. 52,1 % de la superficie communale est en aléa moyen ou fort (59,3 % au niveau départemental et 48,5 % au niveau national). Sur les 875 bâtiments dénombrés sur la commune en 2019, 723 sont en aléa moyen ou fort, soit 83 %, à comparer aux 85 % au niveau départemental et 54 % au niveau national. Une cartographie de l'exposition du territoire national au retrait gonflement des sols argileux est disponible sur le site du BRGM,.
Par ailleurs, afin de mieux appréhender le risque d’affaissement de terrain, l'inventaire national des cavités souterraines permet de localiser celles situées sur la commune.

#### Risques technologiques
Le risque de transport de matières dangereuses sur la commune est lié à sa traversée par des infrastructures routières ou ferroviaires importantes ou la présence d'une canalisation de transport d'hydrocarbures. Un accident se produisant sur de telles infrastructures est susceptible d’avoir des effets graves sur les biens, les personnes ou l'environnement, selon la nature du matériau transporté. Des dispositions d’urbanisme peuvent être préconisées en conséquence.

#### Risque particulier
Dans plusieurs parties du territoire national, le radon, accumulé dans certains logements ou autres locaux, peut constituer une source significative d’exposition de la population aux rayonnements ionisants. Certaines communes du département sont concernées par le risque radon à un niveau plus ou moins élevé. Selon la classification de 2018, la commune de Laurens est classée en zone 3, à savoir zone à potentiel radon significatif.

## Toponymie
Attestée sous les formes parrochia de Laurencs en 1139,ecclesie de Laurencs en 1146, castro de Laurentiis en 1270, de Laurenchis en 1351, Laurens en 1529, Laurens en 1585, de Laurenciis au XVIe siècle, Laurent en 1622.
Ce toponyme est issu du nom de personne romain Laurencius, Le nom est latin et signifie « l'homme de Laurentum », Laurent « celui qui est couronné de lauriers »[réf. nécessaire].
Frank R. Hamlin propose le nom latin Laurum + suffixe occitan -enc.

## Histoire

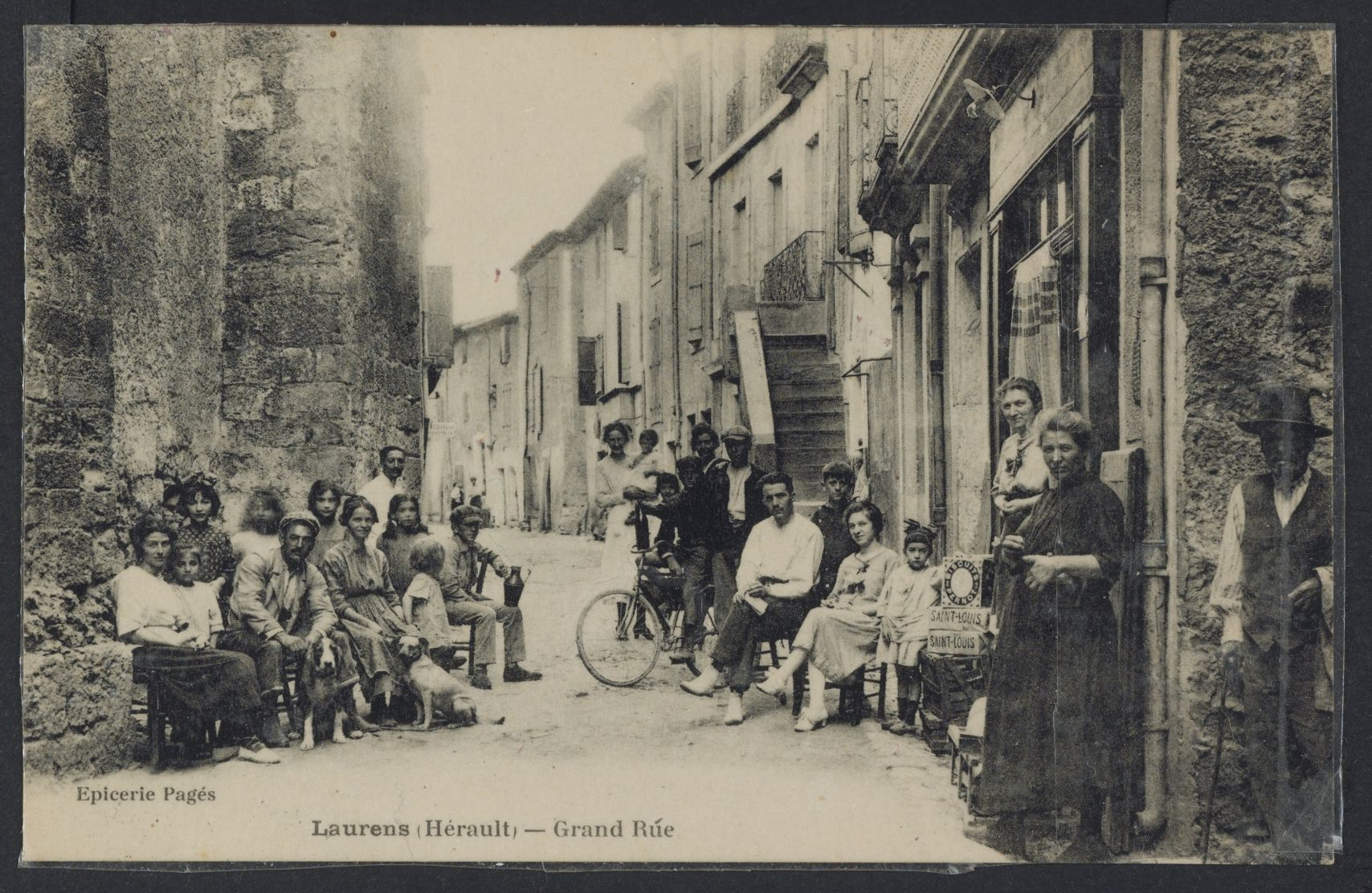
Carte postale de la grand rue (1922).

Un relais de poste et de transports à LAURENS au XVIIIe siècle :
En 1690, la famille FUSIES crée à LACAUNE un relais de poste. Au début du XVIIIe siècle, elle crée une ligne de transport BEZIERS-LACAUNE-CASTRES avec des relais à LAURENS, SAINT GERVAIS, MURAT, BRASSAC... Chaque relais compte de 10 à 20 chevaux pour remplacer les montures. A SAINT GERVAIS, des chevaux sont loués aux voituriers en plus de leurs propres montures pour monter LA CROIX DE MOUNIS. Au sommet, les chevaux sont relâchés et reviennent seuls à l'écurie. A SAINT PONS, c'est la même chose pour monter le Col du CABARETOU. Au début du XIXe siècle, la famille FUSIES avait plus de 300 chevaux. Mais avec le chemin de fer et l'apparition des premiers camions à pneus pleins, le début du XXe siècle signe la fin des véhicules à chevaux. Les bâtiments du relais de LAURENS a priori situés à proximité de l'actuelle piste de Karting vont être abandonnés et ne reprendre vie que très récemment. La famille FUSIES continue d'exploiter l'hôtel restaurant qui porte son nom à LACAUNE. Cet établissement garde sur ses murs des fresques de 1930 retraçant le passé de diligences.

## Politique et administration

### Les Premiers Magistrats depuis 1790
| Période             | Période            | Identité                  | Etiquette     | Qualité                               |
| ------------------- | ------------------ | ------------------------- | ------------- | ------------------------------------- |
| février 1790 *      | 13 novembre 1791   | Adrien GEPT               |               |                                       |
| 13 novembre 1791*   | 24 décembre 1792   | Jean LEVERE               |               |                                       |
| 24 décembre 1792*   | 9 novembre 1794    | Adrien GEPT               |               |                                       |
| 9 novembre 1794     | 8 novembre 1795    | Pierre Adrien GEPT (fils) |               |                                       |
| 8 novembre 1795     | 11 décembre 1795   | Joseph BAYLE              |               | Agent Municipal                       |
| 11 décembre 1795*   | 21 ou 30 mars 1798 | Adrien GEPT (père)        |               | Agent Municipal                       |
| 21 ou 30 mars 1798* | 21 avril 1800      | Jean GIBBAL               |               | Agent Municipal                       |
| 21 avril 1800*      | 18 juin 1800       | Jean GIBBAL               |               | Maire provisoire                      |
| 18 juin 1800        | 26 décembre 1814   | Joseph BAYLE              |               | Maire                                 |
| 26 décembre 1814    | 19 avril 1815      | Jacques Adrien GEPT       |               |                                       |
| 19 avril 1815       | juillet 1815       | Joseph BAYLE              |               |                                       |
| juillet 1815        | 19 septembre 1830  | Jacques Adrien GEPT       |               |                                       |
| 19 septembre 1830   | 5 avril 1835       | Jean BASSET               |               |                                       |
| 5 avril 1835        | 18 novembre 1840   | Jean LEVERE               |               |                                       |
| 18 novembre 1840*   | 20 août 1848       | Pierre RÉVEILLE           |               |                                       |
| 20 août 1848        | 18 juillet 1859    | François GIBBAL           |               |                                       |
| 9 août 1859         | 7 septembre 1870   | Jean CADENAT              |               |                                       |
| 7 septembre 1870    | fin septembre 1870 | Théodore BROUE            |               |                                       |
| 10 octobre 1870     | 21 juin 1871       | Agramant PORTAL           |               | Président de la Commission Municipale |
| 21 juin 1871        | 3 mars 1874        | Agramant PORTAL           |               | Maire                                 |
| 3 mars 1874         | 25 mai 1876        | Théodore BROUE            |               |                                       |
| 25 mai 1876         | 8 octobre 1876     | Agramant PORTAL           |               |                                       |
| 8 octobre 1876      | 9 octobre 1877     | Paulin BASSET             |               |                                       |
| 13 octobre 1877     | 2 janvier 1878     | Théodore BROUE            |               | Maire de la Commission Provisoire     |
| 2 janvier 1878      | 23 janvier 1878    | Paulin BASSET             |               | Maire de la Commission Provisoire     |
| 23 janvier 1878     | 18 mai 1884        | Paulin BASSET             |               | Maire                                 |
| 18 mai 1884         | 14 juin 1884       | Charles PORTAL            |               |                                       |
| 22 juin 1884        | 7 juillet 1885     | Jean Frédéric AUGÉ        |               |                                       |
| 30 août 1885        | 19 mai 1912        | Charles PORTAL            |               |                                       |
| 19 mai 1912         | 17 mai 1925        | Marc GLEIZES              |               |                                       |
| 17 mai 1925         | 19 mai 1935        | Charles PORTAL            |               |                                       |
| 19 mai 1935         | 11 janvier 1945    | Marius VÉZIAC             |               |                                       |
| 11 janvier 1945     | 5 mai 1945         | Maurice BERTHOMIEU        |               | Président de la Délégation Spéciale   |
| 5 mai 1945          | 27 mars 1971       | Camille CALMEL            | Proche du PCF | Maire                                 |
| 27 mars 1971*       | 24 mars 1989       | Pierre COUDERC            | Proche du PS  | Maire                                 |
| 24 mars 1989*       | 16 mars 2008       | Alain BERTHEZÈNE          | DVG           | Maire                                 |
| 16 mars 2008*       | En cours           | François Anglade          | UMP puis LR   | Maire, kinésithérapeute               |

Les dates correspondent à l'entrée en fonctions des maires, agents municipaux, présidents ; celles qui correspondent à leur élection ou à leur nomination sont suivies d'un * (Source : "Commune de Laurens - Les Municipalités depuis 1789", pages 112 et 113, disponible et consultable à la Médiathèque municipale https://laurens-pom.c3rb.org/

## Démographie
L'évolution du nombre d'habitants est connue à travers les recensements de la population effectués dans la commune depuis 1793. Pour les communes de moins de 10 000 habitants, une enquête de recensement portant sur toute la population est réalisée tous les cinq ans, les populations de référence des années intermédiaires étant quant à elles estimées par interpolation ou extrapolation. Pour la commune, le premier recensement exhaustif entrant dans le cadre du nouveau dispositif a été réalisé en 2008.

En 2022, la commune comptait 1 794 habitants, en évolution de +7,62 % par rapport à 2016 (Hérault : +7,49 %, France hors Mayotte : +2,11 %).
| 1793 | 1800 | 1806 | 1821 | 1831 | 1836 | 1841 | 1846 | 1851 |
| ---- | ---- | ---- | ---- | ---- | ---- | ---- | ---- | ---- |
| 504  | 591  | 638  | 754  | 827  | 872  | 843  | 890  | 910  |

| 1856 | 1861 | 1866  | 1872  | 1876  | 1881 | 1886 | 1891  | 1896  |
| ---- | ---- | ----- | ----- | ----- | ---- | ---- | ----- | ----- |
| 884  | 788  | 1 041 | 1 054 | 1 078 | 929  | 910  | 1 044 | 1 170 |

| 1901  | 1906  | 1911  | 1921  | 1926  | 1931  | 1936  | 1946  | 1954  |
| ----- | ----- | ----- | ----- | ----- | ----- | ----- | ----- | ----- |
| 1 208 | 1 204 | 1 208 | 1 204 | 1 112 | 1 062 | 1 025 | 1 014 | 1 021 |

| 1962  | 1968  | 1975  | 1982  | 1990  | 1999 | 2006  | 2008  | 2013  |
| ----- | ----- | ----- | ----- | ----- | ---- | ----- | ----- | ----- |
| 1 055 | 1 047 | 1 028 | 1 006 | 1 009 | 932  | 1 222 | 1 304 | 1 552 |

| 2018  | 2022  | - | - | - | - | - | - | - |
| ----- | ----- | - | - | - | - | - | - | - |
| 1 737 | 1 794 | - | - | - | - | - | - | - |

## Activité économique

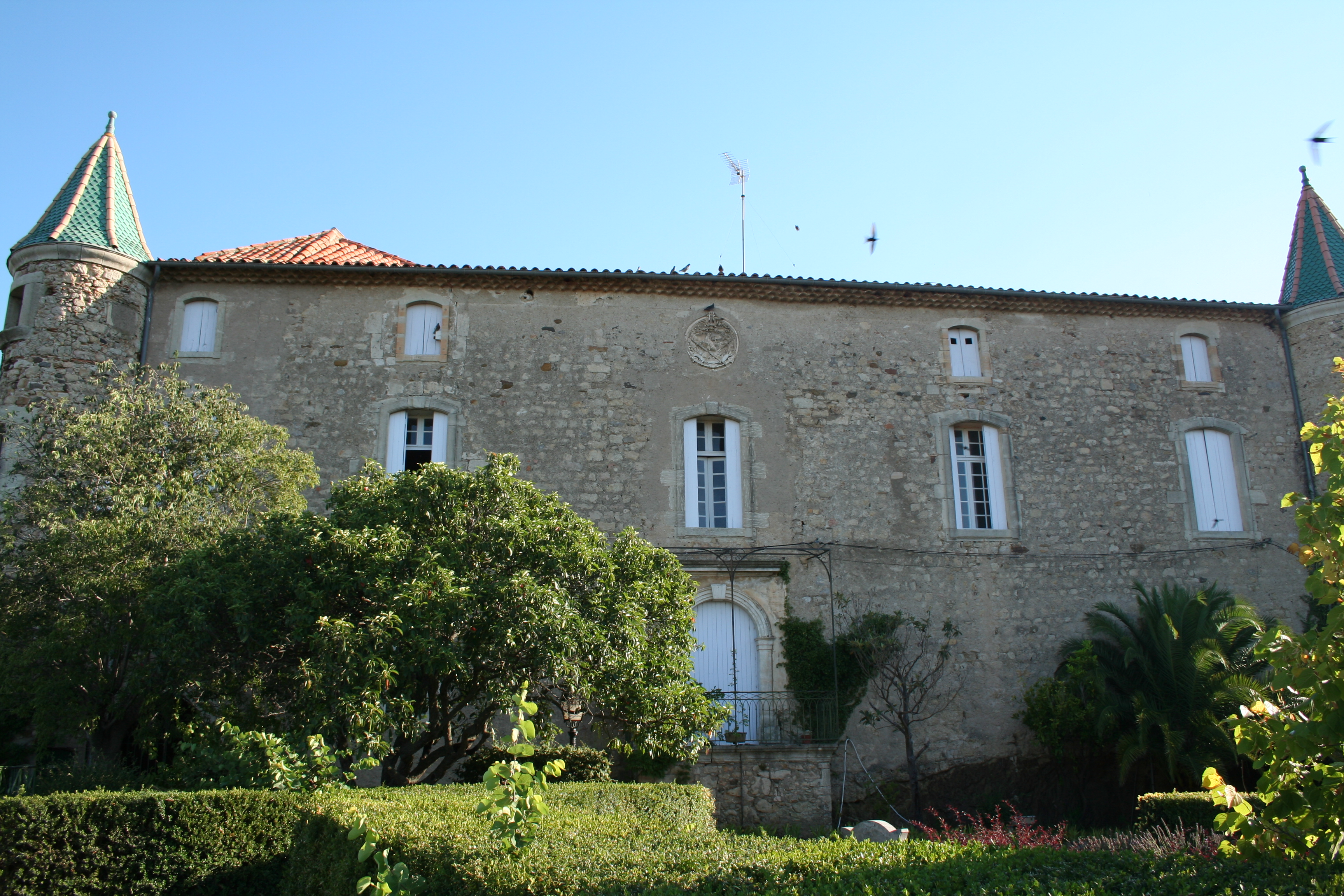
Mairie de Laurens.

- L'économie locale a longtemps reposé sur la viticulture et l'exploitation de gisements de marbre noir.
- Le marbre : la commune comptait les carrières de marbre Anglade et Roustan qui, à leur apogée, employaient chacune plus de 50 salariés. Les débouchés du marbre noir s'étant progressivement réduits, la diversification des activités est devenue une nécessité. Pour cela, les deux entreprises ont judicieusement opté pour la transformation de la matière brute et la fusion avec des organismes de rang national. Aujourd'hui, l'extraction du marbre qui se poursuit n'assure plus que peu d'emplois.
- La viticulture : Laurens est dans la zone d'appellation du cru AOC Faugères et produit un vin d'excellente qualité. En 1938, les vignerons de Laurens qui ont décidé de se réunir et d'assurer leur production en coopérative, font construire la cave commune. Progressivement, la quasi-totalité des producteurs du village va rejoindre la coopérative. Les premières bouteilles étiquetées au nom des producteurs apparaissent vers 1970 avec un classement en VDQS. La prospérité du vignoble va progresser avec le classement en AOC Faugères. Cette prospérité conduira ensuite nombre de producteurs à se retirer de la coopération et à vendre directement leur vin en bouteilles.

## Économie

### Revenus
En 2018, la commune compte 726 ménages fiscaux, regroupant 1 744 personnes. La médiane du revenu disponible par unité de consommation est de 19 700 € (20 330 € dans le département).

### Emploi
|                | 2008   | 2013   | 2018   |
| -------------- | ------ | ------ | ------ |
| Commune        | 9 %    | 11,1 % | 13,2 % |
| Département    | 10,1 % | 11,9 % | 12 %   |
| France entière | 8,3 %  | 10 %   | 10 %   |

En 2018, la population âgée de 15 à 64 ans s'élève à 1 006 personnes, parmi lesquelles on compte 77,7 % d'actifs (64,5 % ayant un emploi et 13,2 % de chômeurs) et 22,3 % d'inactifs,. En  2018, le taux de chômage communal (au sens du recensement) des 15-64 ans est supérieur à celui de la France et du département, alors qu'il était inférieur à celui du département en 2008.
La commune fait partie de la couronne de l'aire d'attraction de Béziers, du fait qu'au moins 15 % des actifs travaillent dans le pôle,. Elle compte 302 emplois en 2018, contre 298 en 2013 et 293 en 2008. Le nombre d'actifs ayant un emploi résidant dans la commune est de 658, soit un indicateur de concentration d'emploi de 45,9 % et un taux d'activité parmi les 15 ans ou plus de 56,3 %.
Sur ces 658 actifs de 15 ans ou plus ayant un emploi, 174 travaillent dans la commune, soit 26 % des habitants. Pour se rendre au travail, 89,8 % des habitants utilisent un véhicule personnel ou de fonction à quatre roues, 1,7 % les transports en commun, 4,6 % s'y rendent en deux-roues, à vélo ou à pied et 4 % n'ont pas besoin de transport (travail au domicile).

### Activités hors agriculture

#### Secteurs d'activités
155 établissements sont implantés  à Laurens au 31 décembre 2019. Le tableau ci-dessous en détaille le nombre par secteur d'activité et compare les ratios avec ceux du département,.
| Secteur d'activité                                                                                        | Commune | Commune | Département |
| Secteur d'activité                                                                                        | Nombre  | %       | %           |
| --- | ------- | ------- | ----------- |
| Ensemble                                                                                                  | 155     | 100 %   | (100 %)     |
| Industrie manufacturière, industries extractives et autres                                                | 20      | 12,9 %  | (6,7 %)     |
| Construction                                                                                              | 29      | 18,7 %  | (14,1 %)    |
| Commerce de gros et de détail, transports, hébergement et restauration                                    | 37      | 23,9 %  | (28 %)      |
| Information et communication                                                                              | 4       | 2,6 %   | (3,3 %)     |
| Activités financières et d'assurance                                                                      | 2       | 1,3 %   | (3,2 %)     |
| Activités immobilières                                                                                    | 6       | 3,9 %   | (5,3 %)     |
| Activités spécialisées, scientifiques et techniques et activités de services administratifs et de soutien | 15      | 9,7 %   | (17,1 %)    |
| Administration publique, enseignement, santé humaine et action sociale                                    | 31      | 20 %    | (14,2 %)    |
| Autres activités de services                                                                              | 11      | 7,1 %   | (8,1 %)     |

Le secteur du commerce de gros et de détail, des transports, de l'hébergement et de la restauration est prépondérant sur la commune puisqu'il représente 23,9 % du nombre total d'établissements de la commune (37 sur les 155 entreprises implantées  à Laurens), contre 28 % au niveau départemental.

#### Entreprises et commerces
Les quatre entreprises ayant leur siège social sur le territoire communal qui génèrent le plus de chiffre d'affaires en 2020 sont : 
- Vino - Tec, commerce de gros (commerce interentreprises) de boissons (3 731 k€) ;
- Fuentes, activités de soutien aux cultures (873 k€) ;
- Vinodev, portails Internet (65 k€) ;
- Financiere Guibert - FG, fonds de placement et entités financières similaires (3 k€).

### Agriculture
La commune est dans le « Soubergues », une petite région agricole occupant le nord-est du département de l'Hérault. En 2020, l'orientation technico-économique de l'agriculture  sur la commune est la viticulture.
|               | 1988  | 2000  | 2010 | 2020 |
| ------------- | ----- | ----- | ---- | ---- |
| Exploitations | 112   | 95    | 57   | 44   |
| SAU (ha)      | 1 070 | 1 093 | 968  | 786  |

Le nombre d'exploitations agricoles en activité et ayant leur siège dans la commune est passé de 112 lors du recensement agricole de 1988  à 95 en 2000 puis à 57 en 2010 et enfin à 44 en 2020, soit une baisse de 61 % en 32 ans. Le même mouvement est observé à l'échelle du département qui a perdu pendant cette période 67 % de ses exploitations,. La surface agricole utilisée sur la commune a également diminué, passant de 1070 ha en 1988 à 786 ha en 2020. Parallèlement la surface agricole utilisée moyenne par exploitation a augmenté, passant de 10 à 18 ha.

## Culture locale et patrimoine

### Lieux et monuments
- Château de Grézan : il est la reconstitution d'une forteresse féodale de fantaisie, due à l'architecte Louis Garros (inscrit MH).
- Gare de Laurens (ancienne gare de la commune).
- Église de la Nativité-de-Saint-Jean-Baptiste de Laurens.
- Église Saint-Laurent de Laurens.

### Héraldique
|  | Les armoiries de Laurens se blasonnent ainsi : D'hermine, au pairle losangé d'or et de sinople. |

### Personnalités liées à la commune
Valentin Duc (Béziers 1858-1915), fort ténor de l'opéra, fut l'ami de personnages ayant en leur temps une certaine célébrité dont Gustave Eiffel. Entre deux tournées, il aimait venir se reposer dans l'antique château de Laurens, sa propriété où il aimait tant recevoir ses amis de théâtre.
Les maires :
Camille Calmel (...-1971) et son équipe municipale se sont attachés à goudronner la plupart des chemins ruraux pour faciliter les travaux d'exploitation des vignes, la viticulture étant alors la principale activité économique de la commune. Durant ses mandats, un bâtiment de douches publiques a été construit en surplomb de la rivière, sur la place du Village. Ce bâtiment a été détruit et il ne reste que le plancher sur lequel a été installée une fontaine.
Maire durant 18 ans, Pierre Couderc (1971-1979) a eu pour premier objectif, dès son élection en 1971, d'assurer avec son équipe municipale l'assainissement du village qui ne disposait toujours pas de tout-à-l'égout. Il a terminé cette action en achevant le cimentage des lits des cours d'eau qui contribue à lutter contre les crues. Durant son troisième mandat, il a procédé à l'acquisition du château pour y installer la mairie.
Les mandats d'Alain Berthezene (1979-2007), qui a également dirigé la commune durant 18 années, ont été marqués par un fort développement de l'urbanisme. L'aménagement des abords du château en supprimant ruines et maisons insalubres et l'acquisition d'un vaste terrain planté en vigne situé à proximité des écoles qui va permettre de doter le village d'une maison de retraite, d'une salle polyvalente, d'un boulodrome couvert, de terrains de tennis et d'agrandir l'espace de vie des écoliers sont à souligner. S'agissant de l'expansion du village, l'élargissement de la voirie et sa mise aux normes des temps présents pour faciliter la desserte de certaines zones d'habitat n'a pas toujours suivi le tempo de la réalisation des projets.